# Niphargus dolenianensis
Niphargus dolenianensis is een vlokreeftensoort uit de familie van de Niphargidae. De wetenschappelijke naam van de soort is voor het eerst geldig gepubliceerd in 1898 door Lorenzi.